# Bradypodion
Bradypodion — рід ігуаноподібних ящірок родини хамелеонових (Chamaeleonidae). Представники цього роду мешкають у Південній Африці.

## Опис
Загальна довжина представників роду Bradypodion становить приблизно 18 см. Забарвлення різноманітне: сіре, зелене з різними відтінками, коричневе, оливкове, чорне. Особливістю представників роду Bradypodion є барвистий візерунок на спині та частково череві. Самці яскравіші за самок. На морді є маленькі вирости. Голова коротка та широка. Тулуб трохи сплощений. У більшості представників є спинний гребінець різного розміру. Усі частини тіла вкриті великою або середньою лускою рівномірно. Хвіст довгий та чіпкий. Кінцівки добре розвинені.
Представники роду Bradypodion живуть переважно в гірських місцевостях, на висоті до 1700 м над рівнем моря. Живляться комахами і рослинною їжею. Яйцеживородні, самиці народжують до 4—5 дитинчат. Тривалість життя цих хамелеонів становить 5 років.

## Види
Рід Bradypodion нараховує 20 видів:
- Bradypodion atromontanum Branch, Tolley & Tilbury, 2006
- Bradypodion barbatulum Tolley, Tilbury & Burger, 2022
- Bradypodion baviaanense Tolley, Tilbury & Burger, 2022
- Bradypodion caeruleogula Raw & Brothers, 2008
- Bradypodion caffrum (Boettger, 1889)
- Bradypodion damaranum (Boulenger, 1887)
- Bradypodion dracomontanum Raw, 1976
- Bradypodion gutturale (Smith, 1849)
- Bradypodion kentanicum (Hewitt, 1935)
- Bradypodion melanocephalum (Gray, 1865)
- Bradypodion nemorale Raw, 1978
- Bradypodion ngomeense Tilbury & Tolley, 2009
- Bradypodion occidentale (Hewitt, 1935)
- Bradypodion pumilum (Gmelin, 1789)
- Bradypodion setaroi Raw, 1976
- Bradypodion taeniabronchum (Smith, 1831)
- Bradypodion thamnobates Raw, 1976
- Bradypodion transvaalense (FitzSimons, 1930)
- Bradypodion ventrale (Gray, 1845)
- Bradypodion venustum Tolley, Tilbury & Burger, 2022

## Етимологія
Наукова назва роду Bradypodion походить від сполучення слів дав.-гр. βραδυς — повільний і ποδιον — ніжка.